# 洛根鎮區 (密歇根州梅森縣)
洛根鎮區（英語：Logan Township）是位於美國密歇根州梅森縣的一個行政鎮區。

## 地方資料
洛根鎮區的面積為93.60平方千米，當中陸地面積為93.39平方千米，而水域面積為0.21平方千米。根據2020年美國人口普查的數據，當地共有人口329人，而人口密度為每平方千米3.51人。